# TV Mirante Chapadinha
TV Mirante Chapadinha foi uma emissora de televisão brasileira sediada em Chapadinha, cidade do estado do Maranhão. Operava no canal 7 VHF analógico, e era afiliada à Rede Globo. Pertencia ao Sistema Mirante de Chapadinha, que controlava na cidade a Rádio Mirante Chapadinha e a Mirante FM Chapadinha.

## História
A TV Mirante Chapadinha foi inaugurada em 1998, operando no canal 3 VHF. Foi a segunda estação de televisão a ser implantada na cidade, após a TV Difusora Chapadinha, tendo sido criada pelo empresário Humberto Castro, que havia fundado em 26 de agosto de 1992 a Rádio Mirante Chapadinha, o primeiro veículo de comunicação legalizado da cidade, e havia sido diretor do Sistema Mirante em Imperatriz. O primeiro telejornal da emissora foi o Jornal da Cidade, ancorado por Léo Oliveira e exibido à noite.
Na madrugada de 22 de junho de 2005, faleceu o fundador do Sistema Mirante de Chapadinha, Humberto Castro. Com isso, Léo Castro, filho do empresário, passa a administrar as empresas do grupo, incluindo a TV Mirante Chapadinha.
Em 25 de outubro de 2007, a TV Mirante Chapadinha venceu o prêmio Melhores do Ano, promovido pela Embracept, nas categorias "Apresentador de TV" (indicada por meio da apresentadora Fabrícia Bogéa), "Telejornal" (indicada por meio do JCTV) e "Emissora de TV". A emissora voltou a vencer nas mesmas categorias na 5ª edição do prêmio, realizada em 2008.
Às 10h30 de 28 de abril de 2009, a TV Mirante Chapadinha saiu do ar, atendendo determinação da Justiça Federal e da ANATEL. O motivo era a falta de outorga para o canal 3, que mal estava listado como canal disponível para concessão em Chapadinha. Segundo comunicado do Sistema Mirante de Chapadinha, um pedido de outorga tramitava há quatro anos no Ministério das Comunicações. Após a suspensão, o Sistema Mirante de São Luís entrou com um recurso para tentar restabelecer as operações da emissora, sem sucesso.
Após uma longa negociação com a Prefeitura Municipal de Chapadinha, detentora dos canais 7 e 9 na cidade, a TV Mirante Chapadinha voltou ao ar em 15 de dezembro de 2009, quando a repetidora da TV Canção Nova deixou o canal 7 e passou a operar no canal 9 (até então ocupado pela TV Chapadinha, afiliada da Band). A emissora passou a operar no canal 7 após oito meses fora do ar, repetindo integralmente a programação da TV Mirante São Luís, sem exibir programas locais e intervalos comerciais.
O JCTV, apresentado por Fabrícia Bogéa, voltou a ser produzido um mês após o retorno das operações da emissora, em janeiro de 2010. Em 10 de abril, a TV Mirante Chapadinha estreou o religioso Há Vida em Jesus, exibido aos sábados e apresentado pelo Pr. Pedro Villela, da Primeira Igreja Batista de Chapadinha, que começava no horário da TV Globinho. Em 2012, a emissora encerrou a produção do JCTV, mantendo somente a exibição de comerciais locais.
Em 12 de outubro de 2012, um incêndio proposital foi iniciado no quintal da sede do Sistema Mirante de Chapadinha, por meio de objetos de madeira e papelões, colocados próximos ao abrigo dos transmissores. Algumas fitas VHS que faziam parte do acervo da TV Mirante Chapadinha foram amarradas em árvores, e jornais foram queimados na cozinha. Os dois funcionários que se encontravam nas instalações perceberam o fogo e conseguiram contê-lo.
Em março de 2013, a Prefeitura Municipal de Chapadinha comunicou à TV Mirante Chapadinha que iria reassumir a operação do canal 7 da cidade. O motivo seria a veiculação de comerciais locais pela emissora local, prática não autorizada pela gestão municipal sob a justificativa de que causava prejuízos ao erário. A medida, no entanto, foi ignorada pela direção do Sistema Mirante de Chapadinha, que alegou ter contrato com a TV Mirante de São Luís e manteve a estação no ar.
Em 17 de junho de 2013, a prefeitura ativou uma repetidora do sinal nacional da TV Globo, o que fez com que os sinais transmitidos pela TV Mirante Chapadinha e pela prefeitura interferissem entre si, impossibilitando a recepção do canal 7 pelos telespectadores. A ação da prefeitura foi apontada como perseguição política pela direção da emissora, devido à linha editorial crítica adotada na Rádio Mirante Chapadinha.
O impasse seguiu por dois dias, até que em 19 de junho, a TV Mirante Chapadinha sai do ar pela última vez após 15 anos de operação. O fim das atividades da emissora foi anunciado pelo diretor Léo Castro durante o programa Direto ao Assunto, da Rádio Mirante Chapadinha, que ironizou o fato afirmando que "a responsabilidade pela transmissão do canal 7 agora é da 'imperadora do Baixo Parnaíba'" (referência à então prefeita Belezinha).

## Programas
Além de retransmitir a programação nacional da TV Globo e estadual da Rede Mirante, a TV Mirante Chapadinha produziu ou exibiu os seguintes programas:
- JCTV[18]
- Há Vida em Jesus[14]
- Painel Mirante[19]

## Equipe

### Membros antigos
- Fabrícia Bogéa[8]
- J. Coutinho †[20]
- Léo Oliveira †[3]
- Luís Carlos Júnior[21]
- William Fernandes[22]